# So Not Worth It
So Not Worth It (en coreano: 내일 지구 가 망해 버렸으면 좋겠어; RR: Nae-il jiguga manghaebeoryeoss-eumyeon jokess-eo; en inglés I Hope the Earth Collapses Tomorrow) es una serie de televisión surcoreana transmitida el 18 de junio de 2021 a través de Netflix. Es protagonizada por Park Se-wan, Shin Hyun-seung, Choi Young-jae, Minnie y Han Hyun-min.

## Sinopsis
La serie gira en torno a un grupo de estudiantes con diferentes antecedentes multiculturales que residen en un dormitorio universitario.

## Elenco
- Park Se-wan como Se-wan. La asesora coreana a cargo de la gestión de los dormitorios.[5]

- Shin Hyun-seung como Jamie. Un recién llegado de los Estados Unidos.

- Choi Young-jae como Sam. Hijo del presidente de una cadena alimentaria mundial tteokbokki australiana.

- Minnie como Minnie. Una chica tailandesa que ama los dramas coreanos.

- Han Hyun-min como Hyun-min. Un estudiante coreano que no pudo entrar al dormitorio y tiene que viajar cinco horas para ir a la escuela.

### Personajes secundarios
- Kim Hee-jung como la madre de Se-wan.
- Kim Kang-min como Kang Jun-yeong.
- Kim Ji-in como Joo-ri.
- Choi Yujin como Hyun-a hermana de Hyun-min.

### Apariciones invitadas
- Hwang Bo-reum-byeol como Ji-eun (ep. #11).
- Im Won-hee como el ex de la madre de Hyun-min.
- Jeong Jin-woon como el novio de Carson.
- Hwang Jin-hee (ep. #3).
- Ha-ha como un cliente del restaurante quien termina siendo la persona a la que le cae la comida (ep. #1).